# Ceratitis hamata
Ceratitis hamata är en tvåvingeart som beskrevs av Meyer 1996. Ceratitis hamata ingår i släktet Ceratitis och familjen borrflugor. Inga underarter finns listade i Catalogue of Life.